# Acrorumohra subreflexipinna
Acrorumohra subreflexipinna là một loài thực vật có mạch trong họ Dryopteridaceae. Loài này được (Ogata) H. Itô in Nakai & Honda miêu tả khoa học đầu tiên năm 1938.